# Перилли, Арианна
Арианна Перилли (итал. Arianna Perilli; род. 1 мая 1978, Римини, Италия) — сан-маринская спортсменка-стрелок из гладкоствольного ружья. Призёр первых Европейских игр.

## Карьера
Арианна Перилли начала заниматься спортивной стрельбой в 1992 году, с 1995 года выступает на международных соревнованиях высшего уровня. На этапе Кубка мира 1996 года в Лиме заняла второе место в трапе, что по состоянию на июнь 2015 года является лучшим результатом Перилли на Кубке мира.
На Олимпийских играх Арианна Перилли до 2016 года не выступала. В 2012 году в Лондоне соревновалась её сестра Алессандра, которая в дисциплине трап заняла четвёртое место, уступив медаль только в перестрелке.
Лучший результат Арианны на чемпионатах мира зафиксирован в 2014 году в Гранаде. Там она пробилась в финал соревнований по трапу, но побороться за медали смогла, заняв последнее шестое место.
В 2015 году на первых Европейских играх в Баку Перилли не только обошла более титулованную младшую сестру, но до последнего боролась за медали. Она вышла в финальную дуэль, где проиграла испанке Фатиме Гальвес о счётом 13-11. В смешанных командных соревнованиях не участвовала, уступив место сестре, которая в паре с Мануэле Манчини завоевала бронзу.